# الإسلام في جامو وكشمير
الدين في جاموا وكشمير (2011)
في تعداد الهند الذي أجري عام 1961، وهو أول تعداد أجري بعد تشكيل الدولة، كان يعتنق الإسلام68.31% من السكان، بينما كان يعتنق الهندوسية 28.45% من السكان. بحلول عام 1981 انخفضت نسبة المسلمين إلى 64.19%. ووفقًا لتعداد 2011، وهو آخر تعداد يجرى في الولاية قبل إلغاء الحكم الذاتي، كان يعتنق الإسلام حوالي 68.3% من سكان الولاية، بينما يعتنق 28.4% الهندوسية والأقليات السيخية (1.9%) والبوذية (0.9%) والمسيحية (0.3%).

## التاريخ

### الحكم الإسلامي
في القرن الرابع عشر، أصبح الإسلام الدين السائد في كشمير. وكان سلاطين سلالة شاه مير الذي ن حكموا بين عامي 1354 و1470 م متسامحين مع الديانات الأخرى باستثناء السلطان إسكندر شاه مير (1389-1413 م).الذي أجبر على التحول إلى الإسلام، وحصل على لقب «إسكندر محطم الأصنام». وبحلول منتصف القرن السادس عشر، تراجع نفوذ الهندوس مع هجرة المسلمين إلى كشمير من آسيا الوسطى وبلاد فارس، حيث حلت اللغة الفارسية محل اللغة السنسكريتية.
حكم المغول كشمير بداءاً من عام 1586 في عهد السلطان جلال الدين أكبر. ظهر التعصب الديني والضرائب التمييزية مرة أخرى عندما اعتلى الإمبراطور المغولي أورنكزيب عالم كير العرش عام 1658 م. الذي بعد وفاته، انخفض تأثير إمبراطورية المغول.
وبالاستفادة من انخفاض تأثير المغول، سيطرت الدولة الدرانية تحت قيادة أحمد شاه دوراني على كشمير في 1752. وبعد تمرد السيخ في عام 1762. قمعت السلالة السكان الهندوس المتبقين من خلال التحول القسري للإسلام والقتل والعمل القسري. قم امتد القمع إلى جميع السكان، بغض النظر عن الدين.

### حكم السيخ (1820-1846)
بعد أربعة قرون من الحكم الإسلامي، سقطت كشمير في أيدي جيوش السيخ تحت قيادة رانجيت سينغ بعد معركة شوبيان في عام 1819. ونظرًا لأن الكشميريين عانوا من الدولة الدرانية، فقد رحبوا في البداية بالحكام السيخ الجدد، ولكن اتضح أن الحكام السيخ كانوا متعصبين واعتبر حكم السيخ بشكل عام قمعيًا، حيث قام السيخ بسن عدد من القوانين المعادية للمسلمين، والتي تضمنت إصدار حكم إعدام على ذبح الأبقار، وإغلاق المسجد الجامع في سريناغار، وحظر الأذان.

## الهيئات الإسلامية في جامو وكشمير
- الجماعة الإسلامية بجامو وكشمير.
- جماعة الطلبة الإسلامية بولاية جامو وكشمير
- جمعية الطالبات المسلمات بولاية جامو وكشمير
- جمعية الطلبة العرب بولاية جامو وكشمير.
- جمعية اتحاد العلماء والمشايخ بولاية جامو وكشمير.
- جمعية الأساتذة بولاية جامو وكشمير
- جمعية السيدات المسلمات بولاية جامو وكشمير.
- دائرة الاصدقاء الإسلامية بولاية جامو وكشمير.

## الجبهة الإسلامية الموحدة
أمام الأحداث المؤلمة التي تمر بها جامو وكشمير، اقتضى الأمر توحيد الهيئات الإسلامية في هيئة واحدة، هي الجبهة الإسلامية المتحدة، وذلك للحفاظ على الشخصية الإسلامية لمواجهة تحديات الهندوس، وللمطالبة بحقوق المسلمين، وتضم الجبهة أكثر من 10 أحزاب وهيئات سياسية.

## المصدر
1. ↑  "Population by religion community – 2011". Census of India, 2011. The Registrar General & Census Commissioner، الهند. مؤرشف من الأصل في 2015-08-25.
2. ↑  "Share of Muslims and Hindus in J&K population same in 1961, 2011 Censuses". 29 ديسمبر 2016. مؤرشف من الأصل في 2016-12-30. اطلع عليه بتاريخ 2016-12-30.
3. ↑  "C-1 Population By Religious Community". وزارة الداخلية (الهند)، حكومة الهند. 2011. مؤرشف من الأصل في 2021-03-07. اطلع عليه بتاريخ 2019-08-21.
4. ↑  "Explore the Beauty of Kashmir". مؤرشف من الأصل في 2020-11-25.
5. 1 2  Chadha 2005، صفحة 38.
6. ↑  Houtsma 1993، صفحة 793.
7. ↑  Snedden, Christopher (2015). Understanding Kashmir and Kashmiris (بالإنجليزية). Oxford University Press. pp. 43, 44. ISBN:978-1-84904-342-7. Archived from the original on 2020-10-31.
8. ↑  Banga, Indu. "Ahmad Shah Abdali's Designs over the Punjab", Proceedings of the Indian History Congress 29 (1967): 185-90. قالب:Jstor. p. 187
9. 1 2  Dhar, Triloki Nath (2004). Saints and Sages of Kashmir (بالإنجليزية). APH Publishing. p. 232. ISBN:978-81-7648-576-0. Archived from the original on 2021-03-08.
10. ↑  "Kashmir under the Afghans (1752-1819)". The International Journal of Humanties and Social Studies. ج. 4: 5. يناير 2016. ISSN:2321-9203. مؤرشف من الأصل في 2021-01-22. اطلع عليه بتاريخ 2022-10-08.
11. ↑  Zutshi، Chitralekha (2004). Languages of Belonging; Islam, Regional Identity, and the Making of Kashmir (PDF). Oxford University Press. ص. 35. مؤرشف من الأصل (PDF) في 2021-01-22.
12. ↑  The Imperial Gazetteer of India (Volume 15)، صفحات 94–95.
13. 1 2  Schofield 2010، صفحات 5–6.
14. ↑  Madan 2008، صفحة 15.
15. 1 2  Zutshi 2003، صفحات 39–41.